# Mahōtsukai Reimeiki
Mahōtsukai Reimeiki (魔法使い黎明期 lit. El amanecer del mago?) es una serie de novelas ligeras de fantasía japonesa escrita por Kakeru Kobashiri e ilustrada por Takashi Iwasaki, con diseños de personajes parciales de Yoshinori Shizuma. Kōdansha ha publicado cuatro volúmenes desde el 31 de agosto de 2018 bajo su sello Kōdansha Ranobe Bunko. Una adaptación de manga con ilustraciones de Tatsuwo se ha publicado en serie en la revista de manga Gekkan Shōnen Sirius de Kōdansha desde julio de 2019,y se ha recopilado en cuatro volúmenes tankōbon hasta el momento. El manga tiene licencia en Norteamérica por Kodansha USA. Una adaptación de la serie a anime producido por el estudio Tezuka Productions está programada para estrenarse en abril de 2022.

## Argumento
Ambientada en el mismo mundo de Zero kara Hajimeru Mahō no Sho, la guerra que se libró entre la Iglesia y las Brujas durante cinco siglos finalmente terminó en paz. Sin embargo, enclavado en los lugares sombríos del mundo, las brasas de ese antiguo conflicto aún arden. Un estudiante problemático llamado Sable, que asiste a la Real Academia de Magia del Reino de Wenias, no tiene recuerdos de su época antes de inscribirse. A las órdenes del director Albus, dejó el Reino para viajar a los confines del sur del continente, donde los insurgentes anti-magia siguen siendo una fuerza a tener en cuenta, como parte de un régimen de entrenamiento especial. Lo acompaña un grupo de individuos fuertes tanto en capacidad como en personalidad; está la conocida como la Bruja del Alba, Roux Cristasse, que busca el conocimiento prohibido de la magia primitiva en el “Grimorio de Zero”, la chica genio Holtz, así como la única bestia de la escuela, Kudd. ¿Qué verdad descubrirán en su viaje hacia el sur…?

## Personajes
Saybil (セービル Sēbiru?)
 Seiyū: Shūichirō Umeda
El personaje principal. Uno de los estudiantes que asisten a una escuela de magia, pero no podía usar bien la magia a pesar de ser una poderosa. No obstante, elige no usarla, ya que teme que su poder se salga de control. Cuando era niño, fue testigo de que su madre fuera asesinada por una bruja que intentó robarle sus poderes, pero murió desintegrada por absorber una enorme cantidad de magia. Años después, fue encontrado por Zero, quien selló sus recuerdos y que rehiciera su vida asistiendo a la escuela de magia. Un día, fue llamado por la directora de la escuela, Albus, y recibió un "entrenamiento especial". Sin que él lo sepa, es hijo de Trece, hermano de Zero y antagonista de la serie Zero kara Hajimeru Mahō no Sho, quien robó el Grimorio de Zero para ocasionar una guerra, pero murió en la misma. Además, Zero es su tía.  
Loux Krystas (ロー・クリスタス Rō Kurisutasu?)
 Seiyū: Miho Okasaki
Aunque parece una niña, en realidad es una bruja que vive 300 años. Quiere leer el "Libro Zero" que desencadenó la propagación de la magia en el mundo, pero normalmente no puede leerlo porque se trata como un libro prohibido. Por lo tanto, con la condición de que pueda conocer al autor incluso si no puede leerlo, tomará por la fuerza el liderazgo del aprendiz especial de Albus.
Holt (ホルト Horuto?)
 Seiyū: Sayumi Suzushiro
Siendo una estudiante de honor, se comporta de forma alegre con todos. De hecho, es una bestia caída y tiene cuernos en la cabeza. Siempre usa un gran sombrero para ocultarlo. Se revela que Holt fue enviada a la Academia de Magia por la Iglesia como espía de la facción anti-brujas para informar lo que ocurre allá. Sin embargo, al ver la crueldad con la que actúan los cazadores de brujas, decide traicionarlos al ponerse del lado de Saybil y los demás. Está enamorada de Saybil.
Kudo (クドー Kudō?)
 Seiyū: Taku Yashiro
Una bestia lagarto que es estudiante de la escuela que acompaña a Saybil y su grupo. Tiene una capacidad de autorrenovación muy alta. Sueña con unirse a la división de las Bestias del Escuadrón de Brujos.
Bruja Misteriosa (泥闇の魔女 Doro Yami no Majo?)/Zero (ゼロ Zero?)
 Seiyū: Yumiri Hanamori
Autora de "El Libro del Zero", esposa del Mercenario, tía de Saybil y anterior protagonista de la serie Zero kara Hajimeru Mahō no Sho. Después del "Desastre del Norte", está construyendo una aldea con el Mercenario a pedido de Albus. Dirige una tienda de adivino junto a un lago, un poco alejado del centro del pueblo. Solía tener un poder mágico sin fondo y vivía sin envejecer con ese poder mágico, pero para salvar la vida de los mercenarios, dedicó el poder mágico que es la fuente de la vida eterna, y ahora solo posee el poder mágico de los seres humanos. Por lo tanto, está envejeciendo a la misma velocidad que los humanos, perdiendo el conocimiento debido al uso excesivo del poder mágico y viviendo una vida que es significativamente diferente a la anterior. Continúa estudiando magia en su propia tienda y también escribió libros de texto para escuelas de magia.
Mercenario (傭兵 Yōhei?)
 Seiyū: Masaaki Yano
Antiguo compañero y actual esposo de Zero en la serie Zero kara Hajimeru Mahō no Sho. Una bestia felina blanca caída que regenta el único bar del pueblo. Después del "Desastre del Norte", él y Zero están construyendo una aldea en su propia ciudad natal.
Albus (アルバス Arubasu?)
 Seiyū: Yō Taichi
Directora de la Academia de Magia y antigua compañera de Zero y Mercenario. Como entrenamiento especial, envió a Saybil y otros a la aldea donde vive Zero.
Tirano (暴虐 Bōgyaku?)
 Seiyū: Takuya Satō
Miembro de los Árbitros de Dia Ignis, una organización creada por la Iglesia para cazar a las brujas. Usa un martillo gigante como arma. En el pasado, mató a una amiga de Holt junto a otras personas sospechosas de brujería. Tras ser capturado, se incorpora a la defensa de la aldea de Zero donde se enamora de Ms. Heartful, una habitante del lugar que enseña a los niños en una escuela, a pesar de su fuerte sentimiento de sed de sangre.

## Media

### Novela ligera
Mahōtsukai Reimeiki es escrito por Kakeru Kobashiri e ilustrado por Takashi Iwasaki, con diseños de personajes parciales de Yoshinori Shizuma. Kōdansha comenzó a publicar la serie desde el 31 de agosto de 2018 bajo su sello Kōdansha Ranobe Bunko, y hasta el momento ha publicado cuatro volúmenes.
| Volúmenes de novelas ligeras publicadas | Volúmenes de novelas ligeras publicadas | Volúmenes de novelas ligeras publicadas |
| Número                                  | Fecha de lanzamiento                    | ISBN                                    |
| --------------------------------------- | --------------------------------------- | --------------------------------------- |
| 1                                       | 31 de agosto de 2018                    | ISBN 978-4-06-513295-1                  |
| 2                                       | 1 de marzo de 2019                      | ISBN 978-4-06-515377-2                  |
| 3                                       | 6 de mayo de 2021                       | ISBN 978-4-06-523116-6                  |
| 4                                       | 2 de noviembre de 2021                  | ISBN 978-4-06-526017-3                  |

### Manga
Una adaptación a manga con arte de Tatsuwo comenzó a serializarse en la revista de manga Gekkan Shōnen Sirius de Kodansha el 26 de julio de 2019, y se ha recopilado en cuatro volúmenes tankōbon hasta el momento. El manga tiene licencia en Norteamérica por Kodansha USA.
| Volúmenes de manga publicados | Volúmenes de manga publicados | Volúmenes de manga publicados |
| Número                        | Fecha de lanzamiento          | ISBN                          |
| ----------------------------- | ----------------------------- | ----------------------------- |
| 1                             | 9 de enero de 2020            | ISBN 978-4-06-518250-5        |
| 2                             | 6 de agosto de 2020           | ISBN 978-4-06-520485-6        |
| 3                             | 9 de marzo de 2021            | ISBN 978-4-06-522628-5        |
| 4                             | 7 de octubre de 2021          | ISBN 978-4-06-525122-5        |

### Anime
El 27 de abril de 2021, se anunció una adaptación de la serie a anime. Está producida por Tezuka Productions y dirigida por Satoshi Kuwabara, quien también se encargará de los guiones de la serie. Kakeru Kobashiri, el escritor original, y Mayumi Morita son acreditados por la literatura, mientras que Reina Iwasaki proporciona los diseños de personajes. Se estrenó en abril de 2022 en TBS. Crunchyroll obtuvo la licencia de la serie fuera de Asia.